# دیکمه (بتلیس)
دیکمه (به ترکی استانبولی: Dikme) یک منطقهٔ مسکونی در ترکیه است که در بیتلیس واقع شده‌است.